# Sjoerd Hoogendoorn
Sjoerd Hoogendoorn (ur. 17 lutego 1991 w Nieuwegein) – holenderski siatkarz, grający na pozycji atakującego, reprezentant Holandii. 
Podczas gdy występował w drużynie Draisma Dynamo Apeldoorn studiował medycynę na Uniwersytecie w Utrechcie. W 2013 roku otrzymał tytuł licencjata.

## Sukcesy klubowe
Puchar Holandii:
- 2010, 2011

Mistrzostwo Holandii:
- 2010, 2021
- 2011

Superpuchar Holandii:
- 2010

Mistrzostwo Finlandii:
- 2014
- 2015

Mistrzostwo Serie A2:
- 2016

Puchar Włoch:
- 2019

Mistrzostwo Włoch:
- 2019

Superpuchar Włoch:
- 2019

## Sukcesy reprezentacyjne
Liga Europejska:
- 2019

## Nagrody indywidualne
- 2010: Najlepszy punktujący Mistrzostw Europy Juniorów